# Чижово (Вологодская область)
Чижово — деревня в Сямженском районе Вологодской области.
Входит в состав Коробицынского сельского поселения, с точки зрения административно-территориального деления — в Коробицинский сельсовет.
Расстояние по автодороге до районного центра Сямжи — 42,5 км, до центра муниципального образования Георгиевской — 2,5 км. Ближайшие населённые пункты — Пудково, Подгорная, Узмица, Коробицыно.
По переписи 2002 года население — 3 человека.